# Agriades zullichi
Agriades zullichi és una espècie de lepidòpter papilionoïdeu de la família dels licènids (Lycaenidae) endèmica de Sierra Nevada.

## Morfologia
Els imagos tenen la base de l'anvers de les ales de color gris blavós i és més estès en els mascles que en les femelles. El revers és de color bru amb punts postdiscals a les ales posteriors ocupant el centre d'amplis espais blancs. La puntuació del revers i la franja marginal més gran del mascle diferencia aquesta espècie d′Agriades glandon. Les larves són de color porpra.

## Alimentació
La femella pon els ous, a finals del juliol i començaments de l'agost, entre les fulles fresques dins de les rosetes de la planta Androsace vitaliana nevadensis i les larves es nodreixen del parènquima de les fulles. A la primavera següent, se n'alimentaran de les flors i les llavors.

## Hàbitat
Viu a indrets secs i exposats (com ara, els cims dels turons entre 2.500 i 3.000 m d'altitud) on la vegetació és escassa i la planta de la qual es nodreix, Androsace vitaliana nevadensis, creix entre esquerdes i zones rocalloses.

## Distribució geogràfica
Es troba a Sierra Nevada (Andalusia, sud de la península Ibèrica, Espanya), a les províncies de Granada i Almeria).

## Estat de conservació
Les seues principals amenaces provenen de la construcció de la infraestructura necessària per practicar el turisme d'esquí i el canvi climàtic.